# アクシデンツ -事故調クジラの事件簿-
『アクシデンツ -事故調クジラの事件簿-』（アクシデンツ じこちょうクジラのじけんぼ）は、山田貴敏による漫画。

## 概要
1996年5・6合併号から1998年41号まで『週刊少年サンデー』（小学館）で連載された。単行本は全12巻（少年サンデーコミックス）。2012年には文庫版が出版された。

## あらすじ
数々の難事件を解明してきた鯨樹 雄の活躍を描く。時には鯨樹自身も危険に直面するが持ち前の行動力と推理力で解決する。実際に起きた事件、事故を元に科学的な考証を交えている。

## 主な登場人物
鯨樹 雄（くじらぎ ゆう）
主人公。普段はおもちゃの修理屋を営むが、それは仮の姿であらゆる事故を令状なしに捜査できる内閣官房特命調査官でもある。2mに迫る長身と怪力を持つが、カナヅチ。航空機の墜落から建築物の崩落、交通事故に至るまで広範な事故の知識を有する。元航空機設計者であり、自らのミスで友人の水無月豊(みなづきゆたか)を死なせてしまった過去から事故調査官となる。
柊（ひいらぎ）
不思議少女。水無月豊の遺児。鯨樹が修理したおもちゃを壊してしまうお約束がある。
早坂（はやさか）
警視庁事故担当警視。初期には鯨樹に捜査情報を渡さないなど、捜査の妨害に近い事をすることもあったが終盤には鯨樹の完全な協力者となる。
三島 卓人(みしま たくと)
民間の事故鑑定人。本職は指揮者。早坂曰く「真実を金で変える男」。作中では依頼人を有利にするために事故現場の証拠を捏造したことが示唆されている。

## 単行本
小学館少年サンデーコミックス
- 第1巻　ISBN 978-4091278012
- 第2巻　ISBN 978-4091278029
- 第3巻　ISBN 978-4091278036
- 第4巻　ISBN 978-4091278043
- 第5巻　ISBN 978-4091250353
- 第6巻　ISBN 978-4091250360
- 第7巻　ISBN 978-4091250377
- 第8巻　ISBN 978-4091250384
- 第9巻　ISBN 978-4091250391
- 第10巻　ISBN 978-4091278104
- 第11巻　ISBN 978-4091255211
- 第12巻　ISBN 978-4091255228

## その他
- 山田貴敏「地震は予知できる！」『週刊少年サンデー』27・28号、小学館、1995年6月21・28日。 10・12巻に再録

## 備考
- 黒沢哲哉が構成協力の回[1]
- 「クジラと鯨」（3回連載、単行本第3巻に収録）
- 「危険な積み荷」（4回連載、単行本第5巻に収録）
- 「闇のすきまから」（2回連載、単行本第7巻に収録）
- 「台本外の事件」（3回連載、単行本第7巻に収録）
- 「危険な人気者」（2回連載、単行本第8巻に収録）
- 「血液を運べ」（3回連載、単行本第8巻に収録）
- 「海の王者」（6回連載、単行本第9巻に収録）
- 「クジラ死す!?」最終回（5回連載、単行本第11巻に収録）